# The Passepartout Explorer
The Passepartout Explorer is een rondrit in Attractiepark Slagharen in de vorm van een verkeerstuin en is gemaakt door Sela Cars. 

## Geschiedenis
De attractie werd samen met Fogg's Trouble, Magic Bikes en Expedition Nautilus geopend in het toen aangelegde Jules Verne themagebied ter gelegenheid van het 50-jarig bestaan van Attractiepark Slagharen in 2013. The Passepartout Explorer staat op de plek waar voorheen Nautilus stond. 
In deze attractie is er een aantal elektrische autootjes aanwezig waar kinderen ritjes kunnen maken door een verkeerstuin die aansluit op het nagebouwde tankstation waar zich de ingang van de attractie bevindt. 

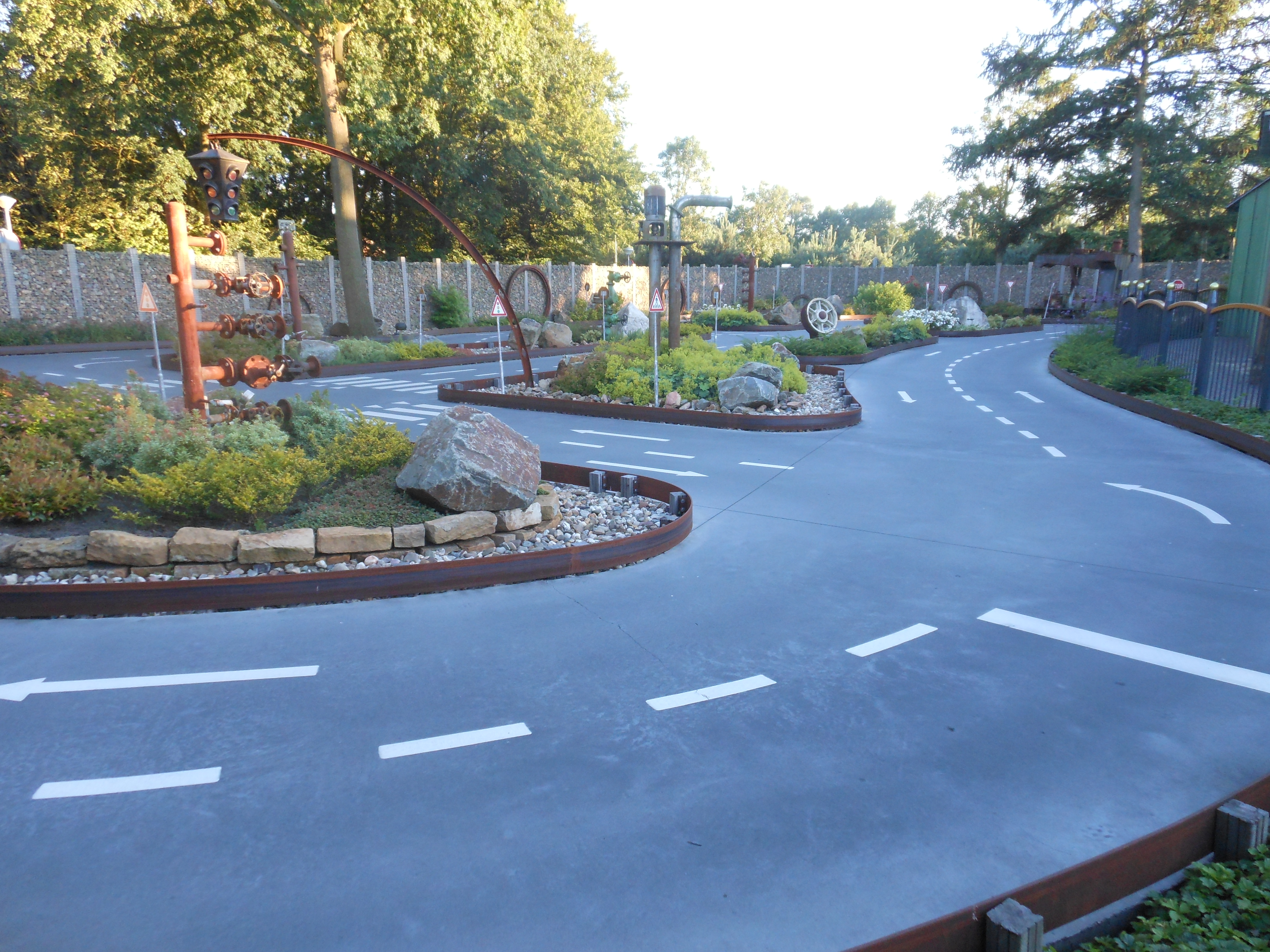
De verkeerstuin van The Passepartout Explorer in Attractiepark Slagharen.

Afbeeldingen · Main Street